# Anna Maria Mühe
Anna Maria Mühe, née le 23 juillet 1985 à Berlin-Est, est une actrice d'origine allemande.

## Biographie
Elle est surtout connue pour son rôle de Hilde Scheller dans le film Parfum d'absinthe aux côtés de Daniel Brühl.

### Vie privée
Elle est la fille de l'acteur Ulrich Mühe (1953-2007) et de l'actrice Jenny Gröllmann (1947-2006).

## Filmographie sélective
- 2002 : Big Girls Don't Cry
- 2003 : Parfum d'absinthe
- 2003 : Tatort - Verraten und verkauft
- 2004 : Delphinsommer
- 2004 : Abhaun !
- 2005 : Die letzte Schlacht
- 2008 : Novemberkind
- 2009 : La Comtesse
- 2018 : Dogs of Berlin (série télévisée)
- 2019 : Bauhaus - Un temps nouveau (Die Neue Zeit, série télévisée)
- 2020 : Nos années miraculeuses (mini-série) : Margot Nippert
- 2022 : Vengeances (de) (Totenfrau, mini série) : Blum
- 2024 : À trop jouer (de) : Karo